# Oscar Montelius
Oscar Montelius (9. září 1843 Stockholm – 4. listopadu 1921 Stockholm) byl švédský archeolog, který vytvořil koncept relativního datování v archeologii.

## Práce
Oscar Montelius vytvořil koncept seriace, relativního chronologického datování. Seriace je proces vytváření chronologie uspořádáváním hmotných reliktů někdejší kultury v pořadí, které vytváří co nejvíce konzistentní rámec jejich kulturní tradice.
Původně začal tuto metodu rozpracovávat pro artefakty v muzejních sbírkách u kterých často chyběly důvěryhodné údaje tím, že je porovnával s jinými artefakty z podobné geografické oblasti. Monteliova metoda vytvořila konkrétní časové osy pro dané oblasti za použití hmotných reliktů někdejších kultur. Později, když se jeho relativní datování porovnalo s písemnými prameny, mohl být položen základ pro absolutní datování (které se dnes provádí takřka výhradně za použití přírodovědných metod).
Montelius vzal systém tzv. tří dob (doba kamenná, doba bronzová a doba železná) který původně vytvořil dánský archeolog Christian Jürgensen Thomsen k uspořádání nálezů v kodaňském muzeu a dále jej rozpracoval. Neolit ve Skandinávii rozdělil do period I-IV a severskou dobu bronzovou do šesti period I-VI. Byl prvním badatelem který určil, že početné švédské petroglyfy pocházejí z doby bronzové tak, že porovnával sekery na nich vyobrazené s archeologickými nálezy seker. Dále podpořil Thomsenovu typologii zlatých brakteátů z doby stěhování národů.
Tím, že vzal kalendářní data z tehdy nedávno rozluštěných egyptských hieroglyfů se mu povedlo stanovit komplexní systém křížového datování napříč různými typologiemi a spolu souvisejícími artefakty a položil základ i absolutnímu datování archeologických nálezů napříč celou Evropou.
Jeho difuzionistické teorie byly sice později rozšířeny o komplexnější pohled na kulturní interakce, ale po upřesnění jeho systému se částečně používají dodnes. Od roku 1917 byl Montelius členem Švédské akademie.
Společně s jeho ženou Agdou Montelius (mimochodem aktivní feministkou) jsou pohřbeni v dolmenu (typ hrobu běžný ve Švédsku v průběhu doby bronzové) v Norra begravningsplatsen v Solna ve Švédsku.
Oscar Montelius zemřel na zápal plic. Traduje se ne příliš podložená historka, že během návratu z jedné ze svých evropských cest na sklonku svého života projížděl skrze Čechy. Zde byl ovšem na nádraží považován místními vlastenci a sokoly za Němce a byl okraden o svůj kabát, následkem čehož měl onemocnět.